# Parafia św. Łukasza Ewangelisty w Lipnicy Wielkiej
Parafia Świętego Łukasza Ewangelisty w Lipnicy Wielkiej – rzymskokatolicka parafia należąca do dekanatu Jabłonka archidiecezji krakowskiej.
Miejscowość leży w historycznym regionie Orawy, które od średniowiecza podlegało Królestwu Węgier i tamtejszej strukturze kościelnej. Parafia została erygowana w 1769 na terenie archidiecezji ostrzyhomskiej, a od 1776 wydzielonej z niej diecezji spiskiej. W 1920 do Polski przyłączono część Orawy z 9 parafiami, które podporządkowano następnie diecezji krakowskiej (od 1925 archidiecezji).